# Quartier de la Monnaie (Paris)
Pour les articles homonymes, voir Quartier de la Monnaie.
Le quartier de la Monnaie est le 21e quartier administratif de Paris, situé dans le 6e arrondissement.

## Situation
Le quartier de la Monnaie est l'un des quatre quartiers administratifs du 6e arrondissement de Paris. Situé au nord-est de l'arrondissement, il longe la Seine et fait face, en partie, à l'île de la Cité à laquelle il est relié par le Pont-Neuf.

Les quartiers du 6e arrondissement.
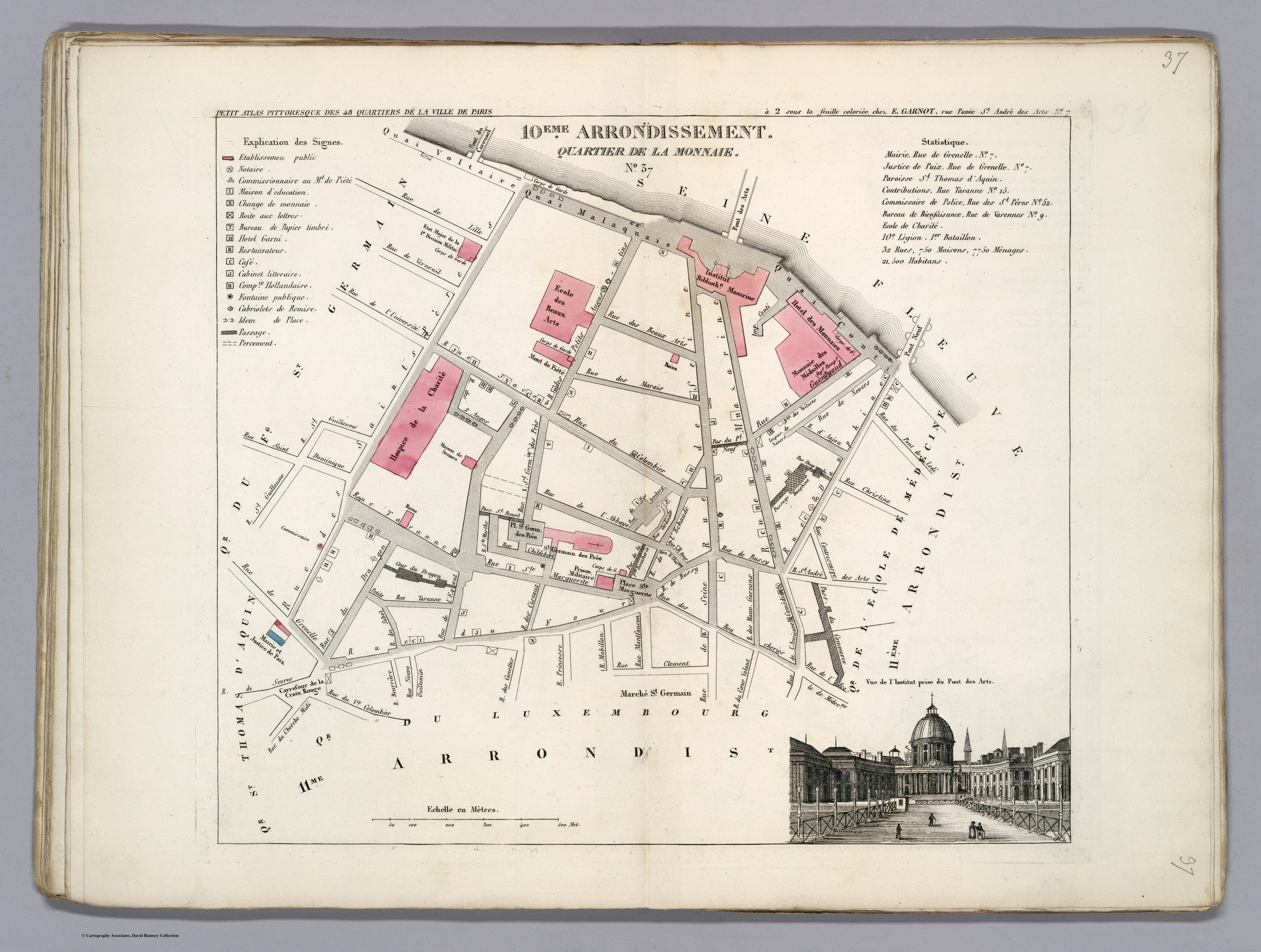
Plan du quartier de la Monnaie dans l'ancien 10e arrondissement en 1834.

## Historique
Ancien 10e arrondissement de Paris.

## Bâtiments remarquables et lieux de mémoire
- La Monnaie de Paris et son musée.
- L'Institut de France regroupant l'Académie française, l'Académie des inscriptions et belles-lettres, l'Académie des sciences, l'Académie des beaux-arts et l'Académie des sciences morales et politiques. Il abrite la bibliothèque Mazarine.
- L'École nationale supérieure des beaux-arts.
- Le cinéma Saint-André-des-Arts.
- Le Tabou (fermé).
- Le Café Procope.
- Le restaurant Lapérouse.
- Le lycée Fénelon.
- Le Centre de secours La Monnaie.

### Espaces verts
- Square Gabriel-Pierné.
- Square Honoré-Champion.